# رسالة خطأ

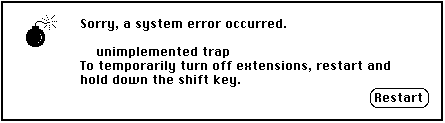
رسالة خطأ

رسالة الخطأ هي رسالة يتم عرضها في حالة حدوث حدث غير متوقع، عادة على جهاز حاسوب أو أي جهاز آخر. رسائل الخطأ عادة ما يتم عرضها باستخدام صناديق حوارية. تستخدم رسائل الخطأ حينما يتحتم تدخل المستخدم، أو الإشارة إلى فشل عملية ما، أو إعطاء تحذيرات هامة مثل انتهاء مساحة القرص الصلب. رسائل الخطأ منتشرة خلال عملية الحوسبة، وتعتبر جزءاً من كل نظام تشغيل أو العتاد الصلب للحاسوب. التصميم الجيد لرسائل الخطأ موضوع هام بالنسبة لقابلية الاستخدام والمجالات الأخرى التي تتعلق بالمعاملات بين الإنسان والحاسوب.